# IV. Knut dán király
IV. Knut Svensson vagy Szent Knut (dánul: Knud den Hellige), (1043 – 1086. július 17.), Dánia királya 1080-tól 1086-ig; Dánia védőszentje.

## Élete
Knut II. Svend Estridsson törvénytelen fia volt. Fiatalon sok tengeri hadjáratban vett részt Anglia ellen, de az ő nevéhez fűződik Mecklenburg, Pomeránia és a Baltikum szláv törzsei térítésének a megkezdése is.
Bátyját, III. (Hén) Haraldot követte a trónon. Jámbor életű uralkodó volt, aki ennek ellenére erős, központosított királyi hatalmat kívánt létrehozni az egyházra támaszkodva a nemesek önző jogainak a háttérbe szorításával. Keresztény humanizmusát bizonyítja, hogy érvényt szerzett a szabadon bocsátott rabszolgák, a nők és az idegenek jogainak. Az ország püspökei közvetlenül a királyi hatalom alá tartoztak, de Knut nem érte be annyival, hogy az Egyház szabadságának biztosításához a törvényes kereteket megteremtette, adományokkal is elhalmozta az Egyházat, főleg Lundot, lehetővé téve itt káptalan megalapítását és egy méltó székesegyház megépítését. Kolostorokat épített és a keresztény hit megszilárdításán fáradozott. Ugyanakkor gondja volt arra is, hogy a tizedet bevezesse. Ezzel az egyházpolitikával elérte, hogy megszűnt a germán nemzeti egyház, s Dánia csatlakozott a VII. Gergely féle reformhoz. Ez az egyházi részről sugalmazott, határozott reformpolitika azonban Kanut ellenségeinek számát is gyarapította, hiszen amit tett, az a nemesség görcsösen védett érdekei ellen volt és vallási közönyösségüket is emlékezetükbe idézte.
Mivel II. (Nagy) Kanut unokaöccsének fia volt, az angol trónra is igényt tartott. 1085-ben Knut egy nagyobb szabású vállalkozásba fogott. Az elégedetlenkedő angolszászok biztatására Norvégia királyával, Olaffal, valamint ennek apósával, Flandria grófjával, Róberttel szövetkezve el akarta űzni Anglia trónjáról Hódító Vilmost. Hatalmas flottát szervezett Limfjordban ( Jütland). Vilmos is felkészült: megszállta a keleti partot, hogy megnehezítse a dánoknak a partraszállást. Végül az egész terv kútba esett, mert Knut nem vállalkozhatott arra, hogy – mint tervezte – maga vezesse a flottát. Ez meghátrálásnak látszott, ami a zsákmányra éhes főembereknek csalódást okozott. Valójában azonban azért nem akarta Knut Dániát elhagyni, mert Gergely pápának IV. Henrik császár által elűzött német hívei, Salzburgi Gebhard és Salmi Hermann ellenkirály nála kerestek Schleswigben menedéket, így tartania kellett tőle, hogy a császár hátba támadja.
Csakhogy Dániában ezt nem látták be, s végül az elégedetlenkedés oda vezetett, hogy összeesküvéseket szőttek. Ezek letörésére Knut pénzbírságot rótt ki, de ezzel csak azt érte el, hogy még ellenségesebb lett a hangulat. 1086 nyarán kitört a lázadás, melynek élére Knut öccse Olaf állt. A felkelés Jütland legészakibb részéről (Vendsyssel) indult ki, és az egész tartományra átterjedt. Knut Odensében (Fünen) megkísérelte, hogy úrrá legyen a helyzeten. Július 10-én egy Jütenben és Tünenben kiállított sereg megtámadta Kanut kíséretét. Tárgyalni a támadók nem voltak hajlandók. A király a Szent Albán templomban keresett menedéket, bízva a szent oltalmában, akinek ereklyéit maga hozta ide Angliából. Ellenségei nem rettentek vissza. Knut felkészült a halálra: meggyónt és megáldozott. Emberei – köztük testvére, Benedek is – bátran küzdöttek érte, de a túlerőben lévő ellenség lemészárolta őket. Kanutot az ablakon át egy lándzsa találta el; a szentélyben, az oltár lépcsőjén halt meg Dánia első vértanúja.

## Utóélete
Halálának leírásával, az úgynevezett Passio Sancti Canutival (1096 körül) és Älnoth, angol bencés 1124 körül írt Gestájával vette kezdetét a dán írásbeliség, illetve az írott irodalom. Ezek az írások történeti szempontból, csak a lényeget tekintve megbízhatók: Kanut magánéletét éppúgy áthatotta a kereszténység, mint politikáját.
Knut tisztelete, bár sokan küzdöttek ellene, hamar megkezdődött. Szentté avatását testvérének és második utódjának, Erik Ejegod királynak a kérésére II. Paszkál pápa hirdette ki 1101. április 19-én. Ereklyéi ma is láthatók Odensében, az evangélikus Szent Kanut-székesegyház kriptájában.

## Gyermekei
Feleségétől, Flandriai Adélától 3 gyermeke született:
- I. Károly flamand gróf[10] (*1084, †1127. március 2.)
- Cecilia[10] (*1085, †1131 után) ∞ Falsteri Erik (†1145 után)
- Ingegerd[10] (*1086) ∞ Kövér Folke, svéd nemes